# Gräfenberg (Bavière)
Pour les articles homonymes, voir Gräfenberg.
Gräfenberg est une ville de Bavière (Allemagne), située dans l'arrondissement de Forchheim, dans le district de Haute-Franconie.

## Quartiers
| - Dörnhof - Gräfenberg - Gräfenbergerhüll - Guttenburg - Haidhof - Höfles - Hohenschwärz - Kasberg | - Lilling - Neusles - Rangen - Schlichenreuth - Sollenberg - Thuisbrunn - Walkersbrunn |

## Histoire
La commune a été mentionnée pour la première fois dans un document officiel en 1172.

## Points d'intérêt
- Tilleul de Kasberg

## Jumelages
- Pringy (Haute-Savoie) (France) depuis 1987
- Tiszaföldvár (Hongrie) depuis 2003